# Kastagnetter
Kastagnetter (udtales „kastanjetter“, efter fransk castagnettes) er et musikinstrument af typen klaptræ, der hører til gruppen af percussionsinstrumenter (idiofoner).
Ordet kommer fra græsk: kastanea (kastanje); og som benævnelse for et musikinstrument fra spansk: castañetas ("små kastanjer").
Instrumentet består af et par konkave skaller, der er bundet sammen i den ene ende. Skallerne holdes i hånden og bruges til at frembringe rytmiske accenter og/eller en klaprende lyd, frembragt ved en serie af hurtige klik. Som regel bruges instrumentet parvist med et sæt kastagnetter i hver hånd. Kastagnetter fremstilles traditionelt af hårdttræ, men i moderne tid ses de også ofte fremstillet af glasfiberforstærket kunststof.

## Historie
Instrumentets oprindelse er ikke kendt. Spilleteknikken med at slå håndholdte stokke sammen som akkompagnement til dans er oldgammel og kendes både fra det gamle Ægypten og det antikke Grækenland. I Spanien kendes de fra 1. århundrede f.Kr., hvor de fik navnet castañuelas pga. ligheden med kastanjer.

## Opbygning
De enkelte dele i kastagnetternes opbygning har hver sin benævnelse:
- Blad (sp.: hoja): kaldes hver halvdel af kastagnettens to træstykker
- Hjerte (sp.: corazón): er den indre hulning
- Skal (sp.: concha): er den nederste runde del af bladet
- Øre (sp.: orejes): er forhøjningen med de to huller til snoren
- Bro (sp.: puente): er forbindelsen mellem ørerne
- Spids (sp.: punto): er stedet, hvor de to kastagnetblade rammer hinanden i bunden af skallen.
- Læbe (sp.: labio): er stykket mellem hjertet og skallens kant
- Snor/bånd (sp.: cordón): er den/det, der holder kastagnettens to blade sammen

## Spilteknik
I praksis benytter en kastagnetspiller to par kastagnetter – et i hver hånd. Snoren holdes over en finger (normalt over tommelfingeren, men tidligere og i regionalt bestemte danse også over langemand), og kastagnetterne hviler i håndfladen. Ved hjælp af fingrene, der er bøjet over, lader man skallerne klappe mod hinanden.
Lyden fra hvert par er i lidt forskellig tonehøjde. Sættet med den højeste tone, kaldet sp.: hembra (kvindelig), holdes normalt i højre hånd, mens sættet med den dybere tone, kaldet sp.: macho (mandlig), holdes i venstre hånd.
Med en udviklet spilteknik kan der opnås forskellige klangfarver.

## Anvendelse
Kastagnetter spilles ofte af sangere eller dansere. I modsætning til en udbredt antagelse er kastagnetter ikke almindeligt benyttet i flamenco dans med undtagelse af to specielle former: zambra og siguiriyas. I Andalusien kaldes kastagnetter normalt for palillos (små stokke) i stedet, og med dette navn er de kendt i flamenco.
Den typiske stil, hvori kastagnetter indgår, er spansk folkedans som f.eks. fandango, sevillana og seguidilla. I Escuela bolera, en balletagtig danseform, benyttes også akkompagnement af kastagnetter.